# Henryk Śmigielski
Henryk Śmigielski (ur. 7 grudnia 1911 w Rzyszczowie k. Kijowa, zm. 4 stycznia 1993 w Budapeszcie, Węgry) – polski inżynier telekomunikacji, profesor nadzwyczajny Politechniki Warszawskiej.

## Życiorys
Urodził się w rodzinie Czesława (zm. 1929) i Heleny z domu Nikelborn.  
Od 1954 profesor nadzwyczajny telekomunikacji, w latach 1965–1969 prorektor Politechniki Warszawskiej, prodziekan Wydziału Komunikacji PW. Kierował Katedrą Techniki Komunikacyjnej, był redaktorem naczelnym Zeszytów Naukowych Politechniki Warszawskiej. 
Od 1942 był mężem Krystyny Stefanii z Wiercińskich (zm. 1985). Ich córkami są: Maria Bronisława (ur. 1944) i Barbara Elżbieta (ur. 1949). 
Zmarł w Budapeszcie, pochowany na cmentarzu Powązkowskim w Warszawie (kwatera 182-6-26,27).

## Ordery i odznaczenia
- Krzyż Kawalerski Orderu Odrodzenia Polski
- Srebrny Krzyż Zasługi (20 lipca 1946)[4]
- Medal 10-lecia Polski Ludowej (19 stycznia 1955)[5]